# Mychajło Harasewycz
Mychajło Harasewycz (ukr. Михайло Гарасевич, pol. Michał Harasiewicz, ur. 23 maja 1763 w Jaktorowie koło Złoczowa — zm. 29 kwietnia 1836 we Lwowie) – ksiądz greckokatolicki, profesor Uniwersytetu Lwowskiego, ukraiński działacz społeczny, historyk, baron. Jeden z pierwszych przedstawicieli ukraińskiej świadomości narodowej.

## Życiorys
W wieku 18 lat ukończył konwikt pijarów w Złoczowie, następnie Barbareum w Wiedniu. W latach 1782–1784 był wykładowcą Barbareum, w latach 1784–1787 lwowskiego Greckokatolickiego Seminarium Generalnego. Od 1787 był wykładowcą, a od 1790 profesorem Studium ruthenum. W 1789 uzyskał doktorat z teologii. 
Od 1788 wykładał egzegetykę Starego i Nowego Testamentu na Uniwersytecie Lwowskim. 5 sierpnia 1798 złożył egzamin doktorski, w 1790 został wykładowcą teologii pastoralnej.
W latach 1793–1797 był redaktorem polskiej gazety "Dziennik patriotycznych politykоw". W 1793 ożenił się z Teresą Jabłońską, a 30 czerwca 1795 uzyskał święcenia kapłańskie z rąk biskupa Piotra Bielańskiego. W latach 1797–1800 był honorowym kanonikiem greckokatolickiej kapituły przemyskiej, od 1800 generalnym wikarym kapituły lwowskiej.
W 1807 był członkiem delegacji do cesarza Franciszka I, starającej się z sukcesem o odnowienie metropolii lwowskiej. W czasie wojny polsko-austriackiej w 1809 był represjonowany przez władze polskie. Za oddanie monarchii został odznaczony Orderem Leopolda oraz otrzymał tytuł barona. 
W latach 1814–1816, po śmierci metropolity Antona Anhełłowycza, był administratorem greckokatolickiej metropolii lwowskiej. Walczył o zrównanie w prawie kościoła greckokatolickiego z rzymskokatolickim. 
Odznaczony Krzyżem Komandorskim Orderu Leopolda w 1809, otrzymał również tytuł barona von Neustern.
Po jego śmierci Mykoła Ustyjanowycz poświęcił mu wiersz "Сльоза на гробі Михайла Гарасевича". 

## Prace
- Annales Ecclesiae Rutheniae, 1863